# Вітушко Михайло Опанасович
Миха́йло Опанасович Віту́шко (біл. Міхал Апанасавіч Вітушка, Michał Apanasavič Vituška; 5 листопада 1907, Несвіж — 27 квітня 2006, Мюнхен) — білоруський політичний діяч, керівник білоруського антирадянського руху. Під час партизанської боротьби в Білорусі мав певну славу «невловимого месника» і навколо його імені та діяльності вирувало багато чуток.

## Біографія

### Ранні роки життя
Народився в м. Несвіжі, нині Мінської області, Білорусь (в час окупації — Мінська губернія, Російська імперія) в родині Опанаса і Марії Вітушків. 
Вчився у білоруській гімназії у Вільно, пізніше у Варшавському політехнічному інституті та Празькому університеті. У 1930-их роках брав активну участь у діяльності Об'єднанні «Білоруських студентських організацій» і «Товариства Білорусів» у Варшаві. У 1939 р. повернувся до Білорусі, працював інженером. Заарештований НКВС за підозрою в причетності до білоруських націоналістичних організацій, але, за протекцією знайомих, що мали зв'язки в НКВС, його пізніше звільнили.
Під час Другої світової війни працював у білоруських націоналістичних організаціях у Мінську. Входив до керівництва нелегальної Білоруської незалежницької партії (БНП). Під час німецької окупації створив службу порядку, брав участь у створенні білоруських збройних з'єднань на сході Білорусі (Могильовська, Смоленська, Брянська області) для боротьби з радянськими партизанами. Був одним з командирів антибільшовицької Білоруської Самооборони у 1941 р. За участь у боях з підрозділами НКВС отримав ранг майора.

### На чолі руху спротиву
У червні 1944 р. розробляв план антифашистського повстання в Мінську, але в останній момент керівництво партії скасувало його. За рішенням з'їзду Білоруської незалежницької партії його направлено до Білорусі для організації руху опору радянській владі після приходу радянської армії, було надано звання генерала. У м. Налібоки Михайло Вітушко проголосив створення Білоруської Визвольної Армії, що мала об'єднати всі антибільшовицькі загони. Рух опору отримав назву «Чорний Кіт» від диверсійної програми, розробленої німцями «Кохана кішечка» (Liebes Kätzchen) — ця назва була поширена на увесь рух спротиву в Білорусі. Організація також мала філії майже у всіх областях та містах Білорусі й навіть в Балтії та нараховувала близько 40 000 осіб. Тільки менш ніж половина з них жили в лісах — решта була на легальному становищі й включалася в боротьбу в разі потреби. Найбільша активність руху припала на 1945 р., коли партизанський рух був відповідальний за акти саботажу, диверсій проти радянської влади та нападів на тюрми та карні органи в Білорусі. Михайло Вітушко також був редактором підпільного часопису БНП «За Волю», видавав численні листівки, пропагандистські плакати, газети. Активно співпрацювали як з Армією Крайовою, так і з УПА, зокрема в спільних акціях на Поліссі, з УПА «Поліська Січ» Тараса Бульби-Боровця, при звільненні Олевська.
Протягом майже десяти років загони Вітушки вели успішну боротьбу проти НКВС та органів радянської влади на місцях. Користуючись підтримкою місцевого населення, навіть деякі райони тимчасово переходили до рук визвольного руху. Після зачисток і ліквідації деяких загонів акцент було зроблено на пропагандистській роботі й замахах на керівників НКВС. Влада декілька разів проголошувала про вбивство чи захоплення Вітушка, але рух спротиву діяв і далі. З 1947 року загони отримували незначну підтримку з-за кордону — зокрема з Англії, але поміч була недостатньою й почалася тоді, коли багато людей вже відійшли від спротиву. Керівництво НБП у 1956 р. ухвалило рішення припинити боротьбу, вивести частину людей за кордон, а іншу розпустити в Білорусі. Зокрема за допомогою західної агентури вдалося організовано вивести цілі загони за захід. Існують різні свідчення про подальшу долю Вітушки: за свідченням деяких він продовжував боротьбу в Білорусі аж до 1956 — інші стверджують, що його вбито в Білорусі. Згідно з іншими джерелами, він перебрався спочатку до Польщі, потім до Західної Німеччини. Пізніше змінив ім'я й працював в одній з західних спецслужб, під підробленими німецькими та польськими документами відвідував Білорусь. За свідченням Європейського радіо для Білорусі, Вітушко помер у Німеччині 27 квітня 2006 р.
Деякі дослідники ставлять під сумнів деталі біографії Вітушка та вважають, що він загинув у бою з МДБ 7 січня 1945 року.